# Братислава Кепіталс
«Братислава Кепіталс» (словац. Bratislava Capitals) — хокейний клуб з Братислави, Словаччина. Заснований 2015 року. Виступав у чемпіонаті Австрійської хокейної ліги. Домашні ігри команда проводила на Зимовому стадіоні Ондрея Непела (10,055).

## Назви клубу
- 2014–2015 – ХК Петржалка
- 2015–2019 – ХК Братислава
- 2019–2022 – ХК Братислава Кепіталс

## Історія
Команда заснована 2015 року під назвою ХК «Петржалка». У дебютному сезоні новий клуб посів 12-те місце серед 16-ти учасників у другій лізі.
Наступного сезону ХК «Братислава» посідає четверте місце серед 20-ти учасників другої ліги.
У сезоні 2019–20 починається нова історія ХК «Братислава». Клуб пройшов повний ребрендинг, включно зміну назви клубу на «Братислава Кепіталс», під яким виступатиме в наступному сезоні. Також клуб змінив домашню арену переїхавши на Зимовий стадіон Ондрея Непела. 
Після сезону 2019–20 клуб подав заявку 24 квітня 2020 року на участь в Австрійській хокейній лізі з сезону 2020–21.
30 жовтня 2021 року гравець «столичних» Борис Садецький знепритомнів під час гри, як повідомляється, через зупинку серця, і помер через три дні. 5 листопада генеральний менеджер команди Душан Пашек був знайдений мертвим внаслідок самогубства. Після цих інцидентів клуб призупинив участь у сезоні після 14 ігор, але оголосив про своє повернення на сезон 2022–23 років у травні 2022 року. Незважаючи на плани повернутися, клуб у липні 2022 року підтвердив, що припиняє свою діяльність. Останні два сезони існування команди її тренував відомий німецький тренер Петер Драйзайтль.